# Anolis bonairensis
Espèce
Synonymes
- Dactyloa bonairensis (Ruthven, 1923)

Anolis bonairensis est une espèce de sauriens de la famille des Dactyloidae.

## Répartition
Cette espèce se rencontre :
- à Bonaire aux Pays-Bas caribéens ;
- au Venezuela dans l'archipel de Las Aves et sur l'île de la Blanquilla et dans l'archipel de Los Hermanos.

## Étymologie
Son nom d'espèce, composé de bonair[e] et du suffixe latin -ensis, « qui vit dans, qui habite », lui a été donné en référence au lieu de sa découverte, Bonaire.

## Publication originale
- Ruthven, 1923 : The reptiles of the Dutch Leeward Islands. Occasional Papers of the Museum of Zoology, University of Michigan, no 143, p. 1-10 (texte intégral).